# کادیروتار
کادیروتار (به لاتین: Kadyrotar) یک منطقهٔ مسکونی در روسیه است که در داغستان واقع شده‌است.